# گنجینه آمودریا
گنجینهٔ آمودریا مجموعه‌ای دارای ۱۷۰ تکه طلا و نقره و ۲۰۰ سکه متعلق به زمان هخامنشیان است که در جنوب غربی کشور تاجیکستان کنار مرز افغانستان یافت شده‌است. این گنجینه هم‌اکنون در موزهٔ ویکتوریا و آلبرت و موزهٔ بریتانیا نگهداری می‌شود.
برای این آثار تاریخ سدهٔ پنجم و چهارم پ. م پیشنهاد شده‌است، زمانی که پادشاهی نیرومند هخامنشی پرچم خود را بر سرزمین‌هایی از درهٔ سند تا رود نیل برافراشته بود. گنجینه در کنارهٔ رود جیحون یا آمودریا در سرزمین کنونی تاجیکستان و به احتمال زیاد از تپهٔ باستانی تخت کواد (قباد) که گذرگاهی در ساحل شمالی رود است میان سال‌های ۱۸۷۷ و ۱۸۸۰ م. در کاوش‌های غیرعلمی به‌دست آمده‌است. ممکن است شمار بسیاری از آثار پراکنده یا حتی ذوب شده باشند. احتمالاً آثار به نیایشگاهی از دورهٔ هخامنشی تعلق داشته‌اند و توسط مردمان منطقه به‌عنوان هدیه یا نذر در آن مکان نهاده شده‌اند. این مجموعه نخستین‌بار در موزهٔ بریتانیا در سال ۱۹۰۰ م. در سالن زیورهای طلایی به‌نمایش نهاده شد.

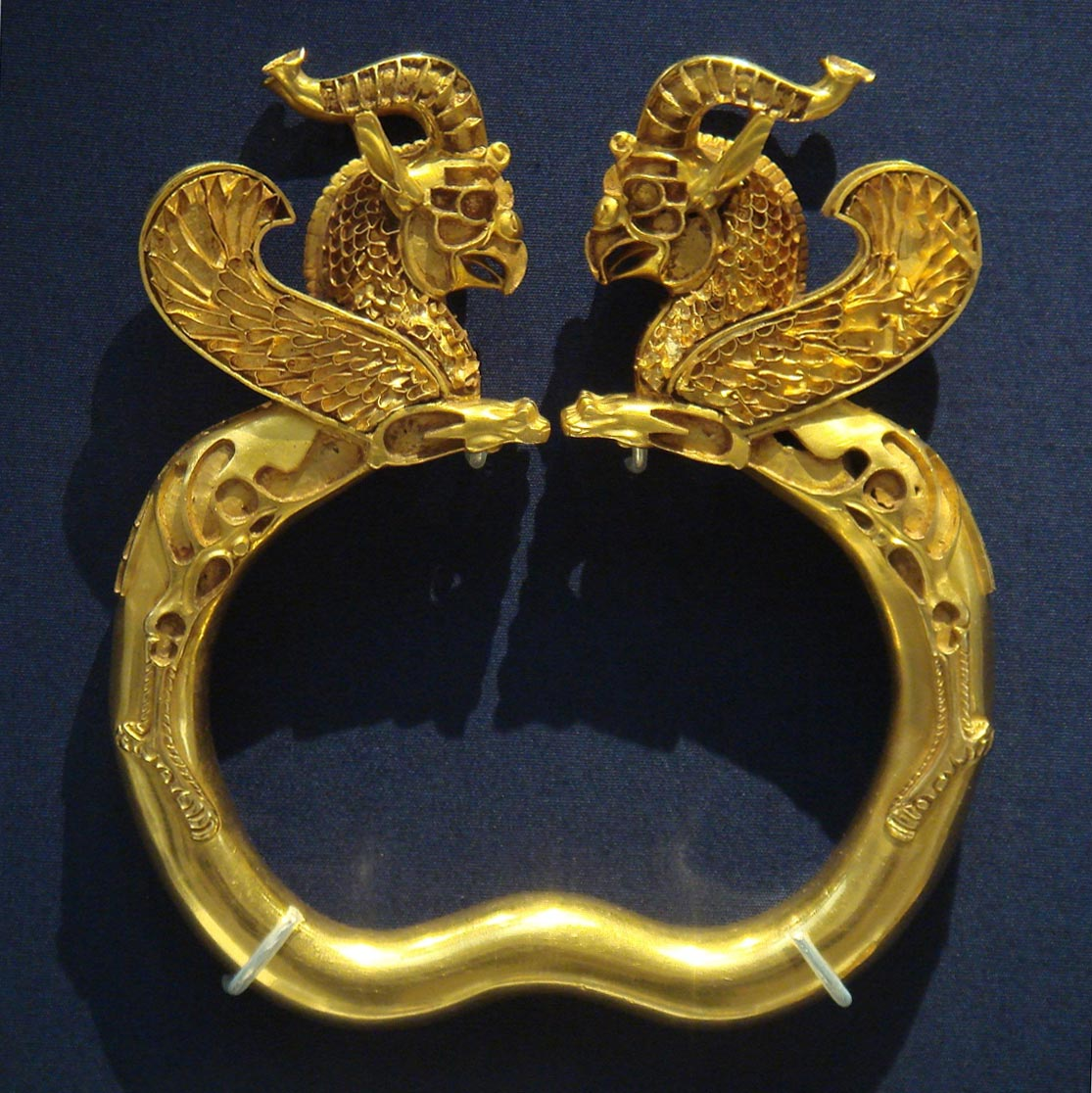
بازوبند طلایی بز و پرندهٔ هما

## نگارخانه

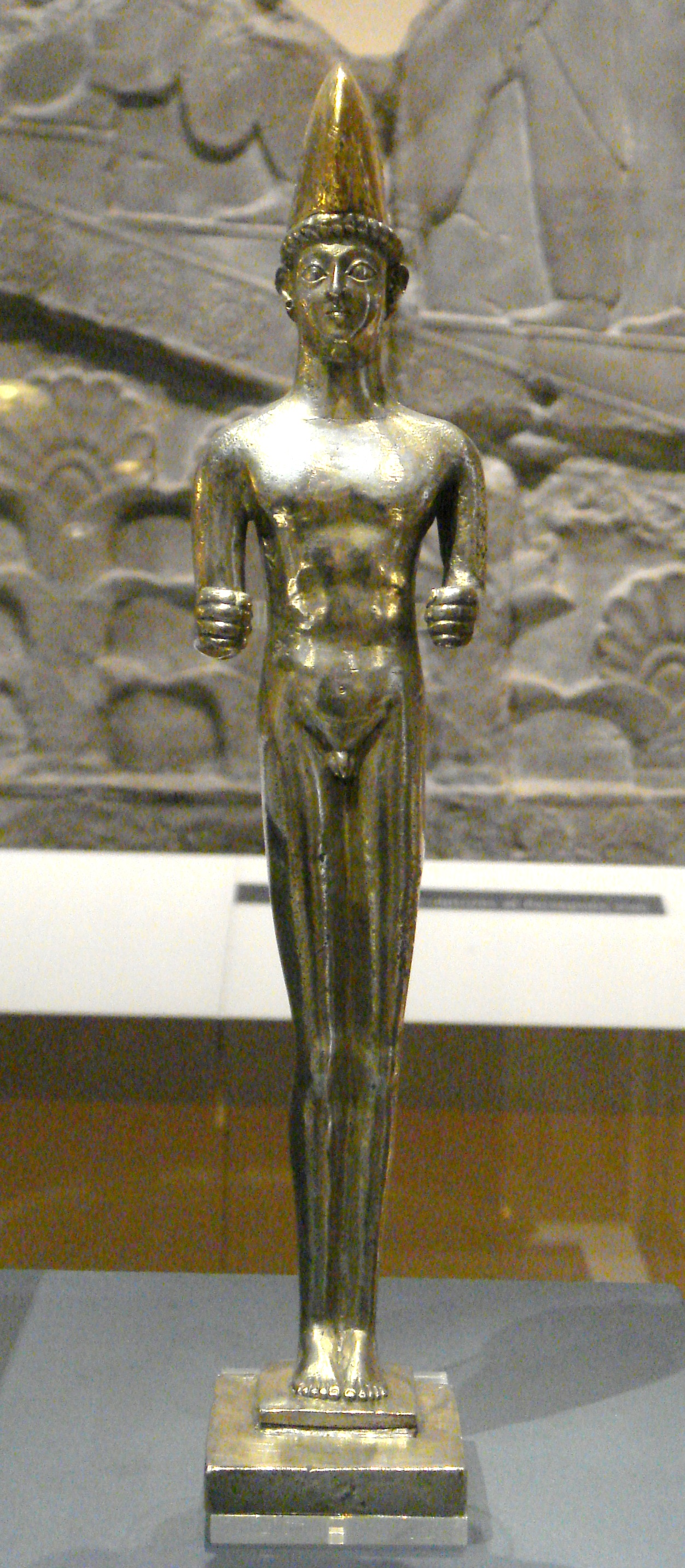
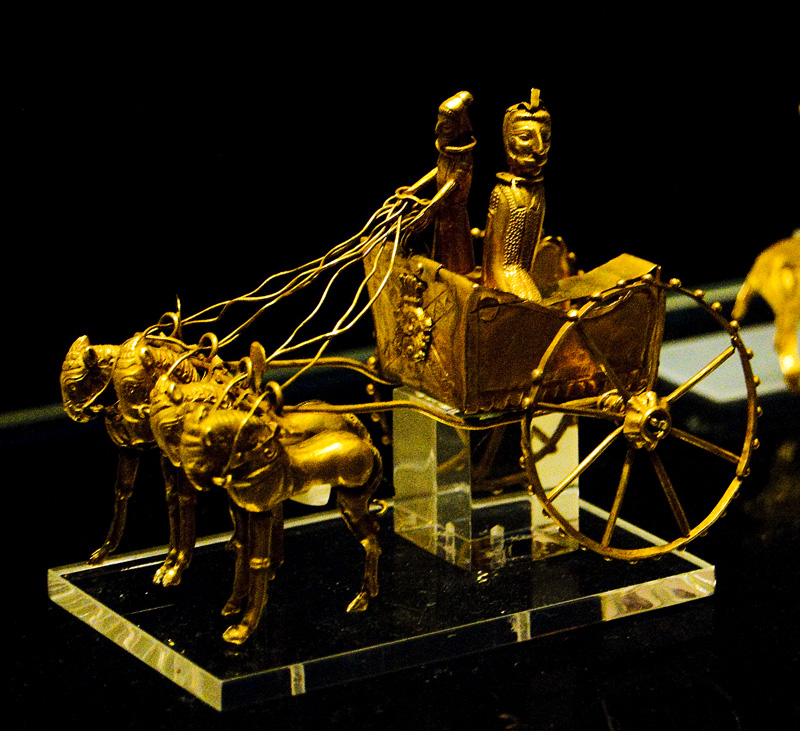
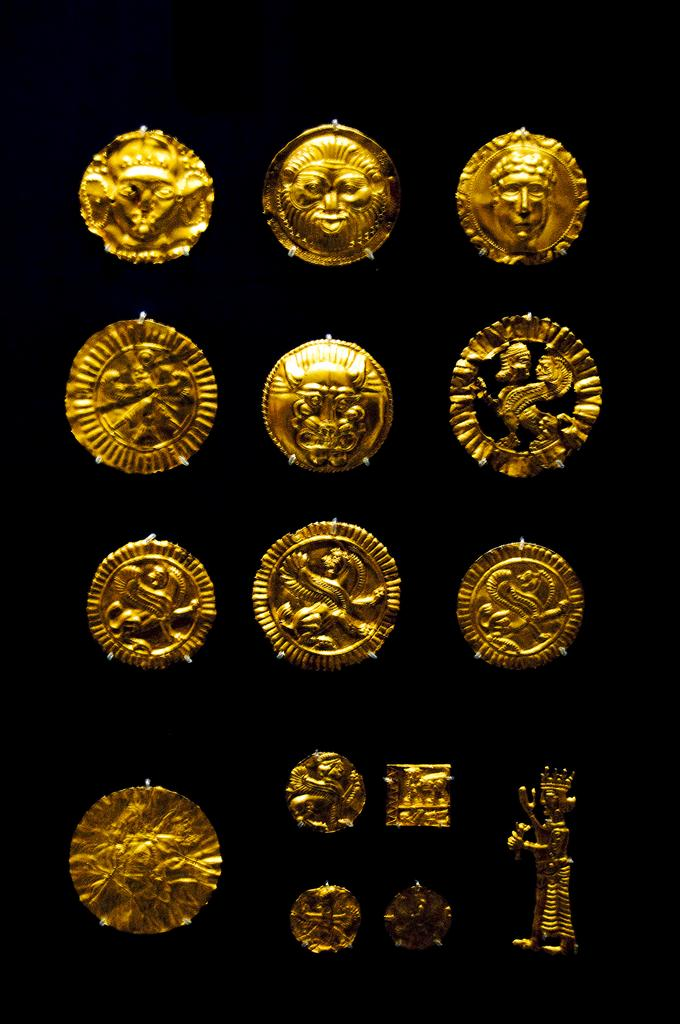
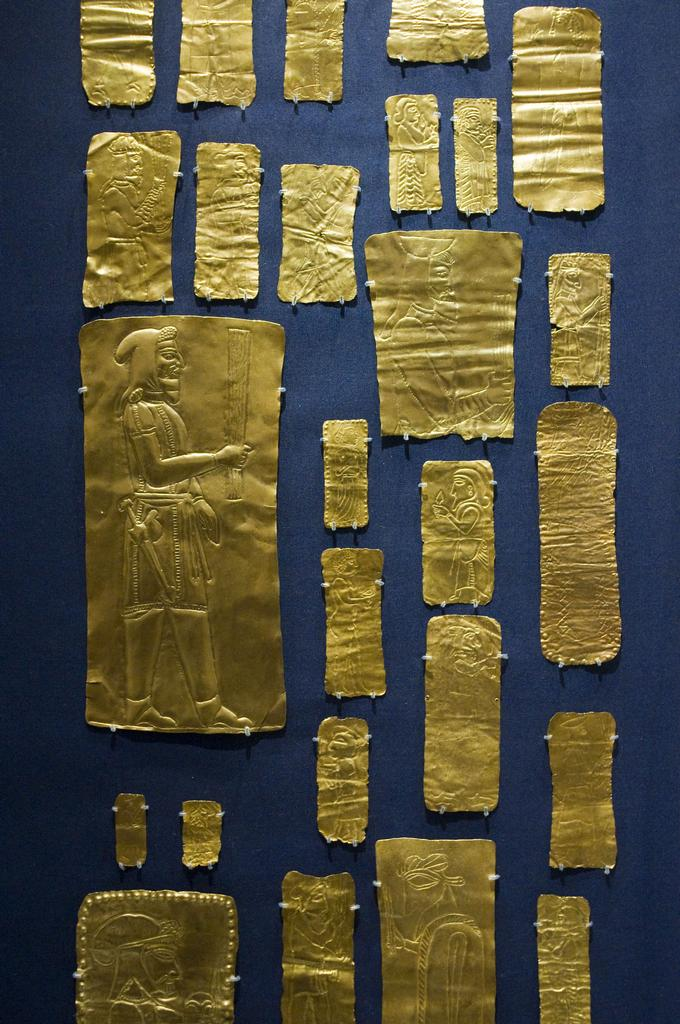
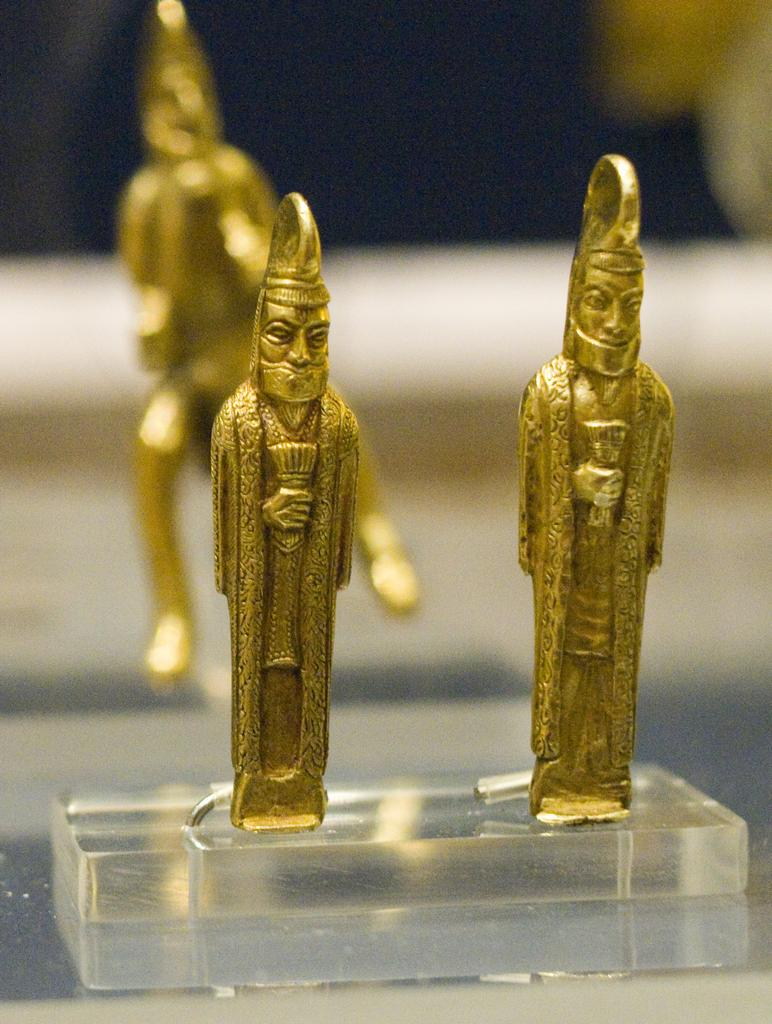
تندیس زرّین مغان
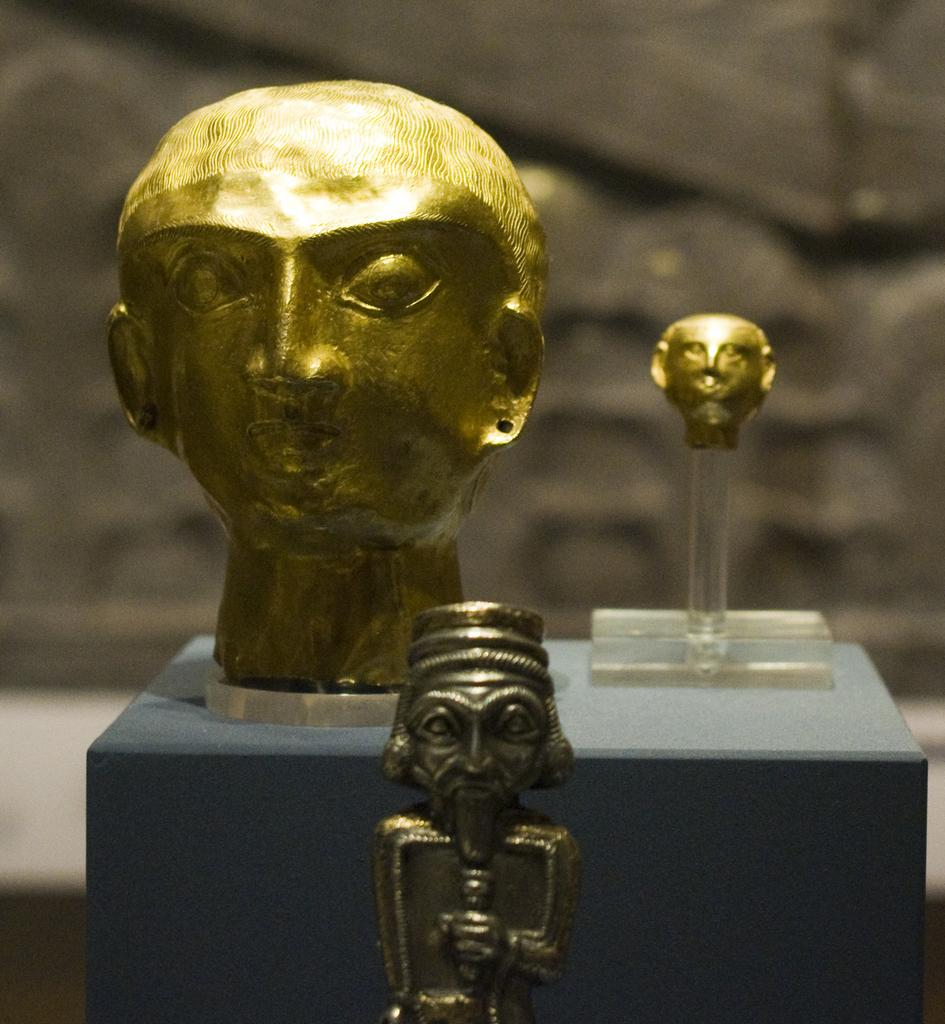
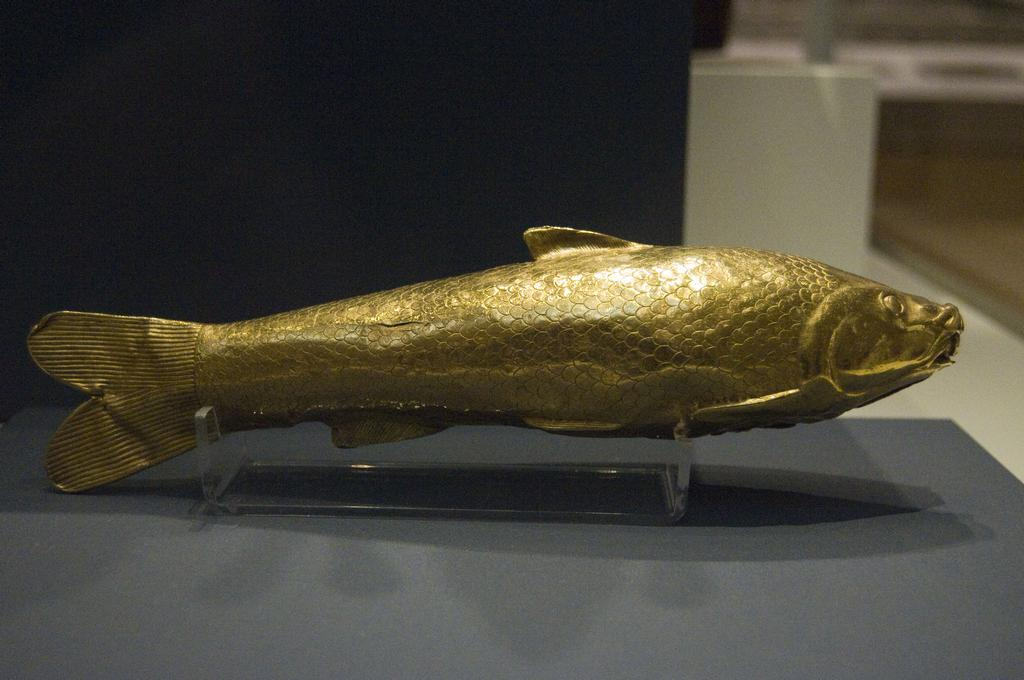
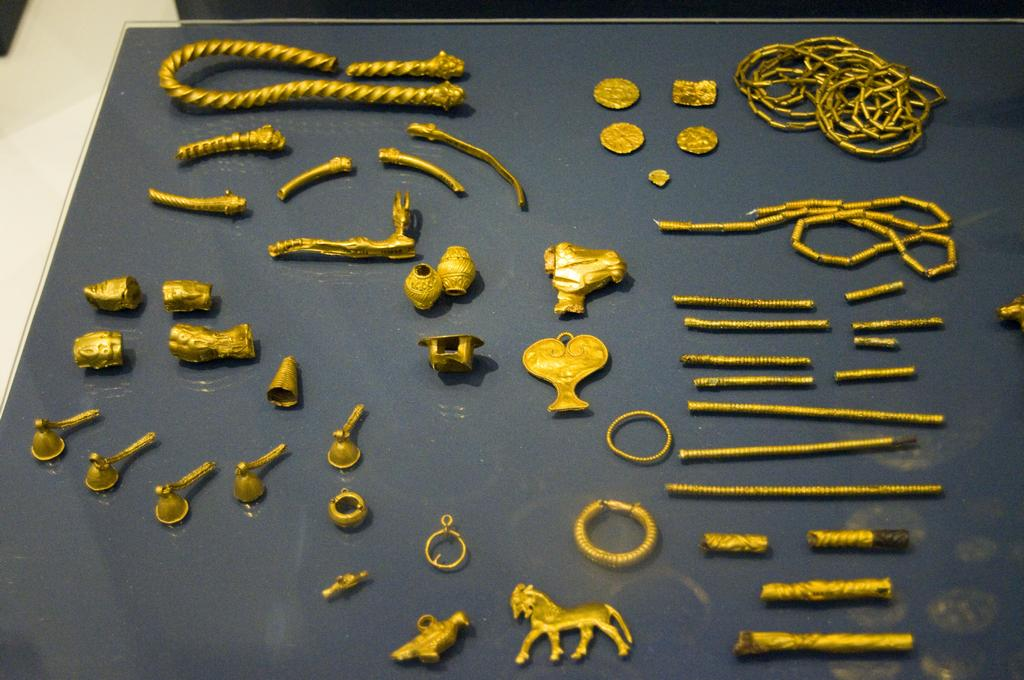
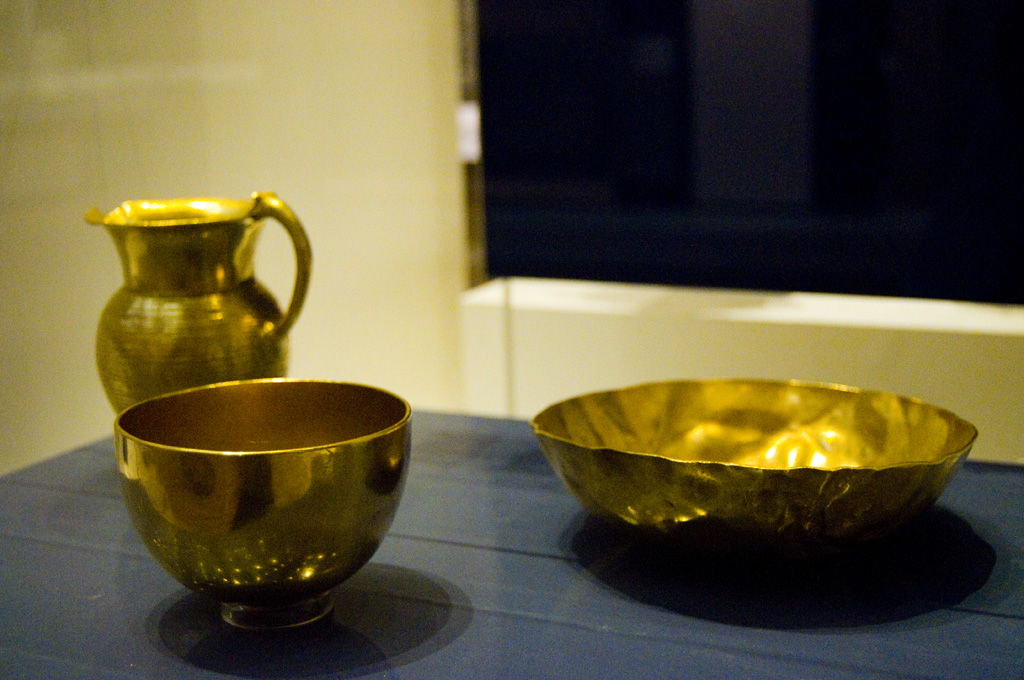